# Sant'Andrea Bagni
Sant'Andrea Bagni è una frazione del comune di Medesano, in provincia di Parma.
La località dista 5,60 km dal capoluogo.

## Geografia fisica
La frazione sorge a circa 2 km da Felegara, all'inizio della valle del torrente Dordone, in corrispondenza della sua confluenza con le acque termali del rio Fabbro, che sgorga da otto diverse fonti a circa 1 km da Sant'Andrea Bagni.

## Storia
Il primo insediamento abitato sorse già in epoca romana, come testimoniato da alcuni reperti rinvenuti nella zona; infatti, anche se forse furono già gli Etruschi a individuare le proprietà curative delle acque del rio Fabbro, pare molto probabile che siano stati per primi i Romani a sfruttarne le doti termali.
Nella seconda metà del XIII secolo il marchese Pallavicino del ramo di Ravarano fece edificare a Sant'Andrea un castello difensivo, che fu demolito nel 1295 su ordine del podestà di Parma.
Agli inizi del XIV secolo i Da Cornazzano ricostruirono la fortificazione e nel 1356 Antoniolo la alienò a Giacomo e Bertrando Rossi juniore.
Nel 1408 Ottobuono de' Terzi conquistò il maniero; i fratelli Giacomo e Pietro de' Rossi si allearono col marchese di Ferrara Niccolò III d'Este e gli presentarono istanza affinché quando fosse diventato Signore di Parma garantisse loro la restituzione dei feudi perduti, tra cui quello di Sant'Andrea.
In seguito alla restituzione del castello di Sant'Andrea, nel 1428, a causa del tradimento di alcuni abitanti di Miano, Pietro de' Rossi lo perse nuovamente, in favore di Rolando il Magnifico. Tuttavia, nel 1441 Niccolò Piccinino convinse Filippo Maria Visconti del tradimento del Marchese e si fece incaricare di conquistarne lo Stato Pallavicino; Rolando fu costretto alla fuga e tutte le sue proprietà furono incamerate dal Duca di Milano, che nel 1442 assegnò al condottiero il feudo di Sant'Andrea e numerosi altri nel Parmense.
Niccolò Piccinino cedette il maniero di Sant'Andrea ai Da Cornazzano. Pochi anni dopo, in seguito alla presa del potere da parte di Francesco Sforza, Pier Maria II de' Rossi attaccò il castello e se ne reimpossessò, ricevendone nel 1449 l'investitura da parte del Duca di Milano.
Nel 1464 Pier Maria II destinò nel testamento il feudo al figlio Guido, ma nel 1482, durante la guerra dei Rossi, le truppe di Ludovico il Moro comandate da Gian Giacomo Trivulzio espugnarono il maniero prima di proseguire per Roccalanzona; nel dicembre dello stesso anno Guido riuscì a rientrarvi, ma lo abbandonò il giorno seguente all'arrivo delle soldatesche del marchese di Varano de' Melegari Gianfrancesco I Pallavicino; quest'ultimo se ne impossessò e dopo la fine del conflitto, nonostante secondo gli accordi il castello fosse stato assegnato a Gualtiero Bascapé, lo tenne per sé trasmettendolo ai suoi discendenti, feudatari di Varano fino al 1805.
Nel 1804 furono riscoperte le acque ad alta salinità delle sorgenti del rio Fabbro, in occasione della perforazione, da parte di una compagnia di belgi, francesi e inglesi, di alcuni pozzi petroliferi nella zona di Miano, della Costa e di Sant'Andrea. Nella seconda metà del XIX secolo gli ingegneri Giacomo e Carlo Ponci fecero analizzare le fonti, individuando le proprietà curative della acque, e nel 1888 il secondo ottenne per Regio Decreto la concessione al loro sfruttamento.
La piccola località fu trasformata allora in una piccola stazione termale, con l'apertura dello stabilimento e la costruzione di alcuni alberghi.
Il crescente turismo arricchì la frazione fino allo scoppio della seconda guerra mondiale, dopo la quale ebbe avvio un lento processo di declino, accentuato dalla crisi del settore termale iniziata verso la fine del XX secolo.

## Monumenti e luoghi d'interesse

### Chiesa di San Giovanni Battista

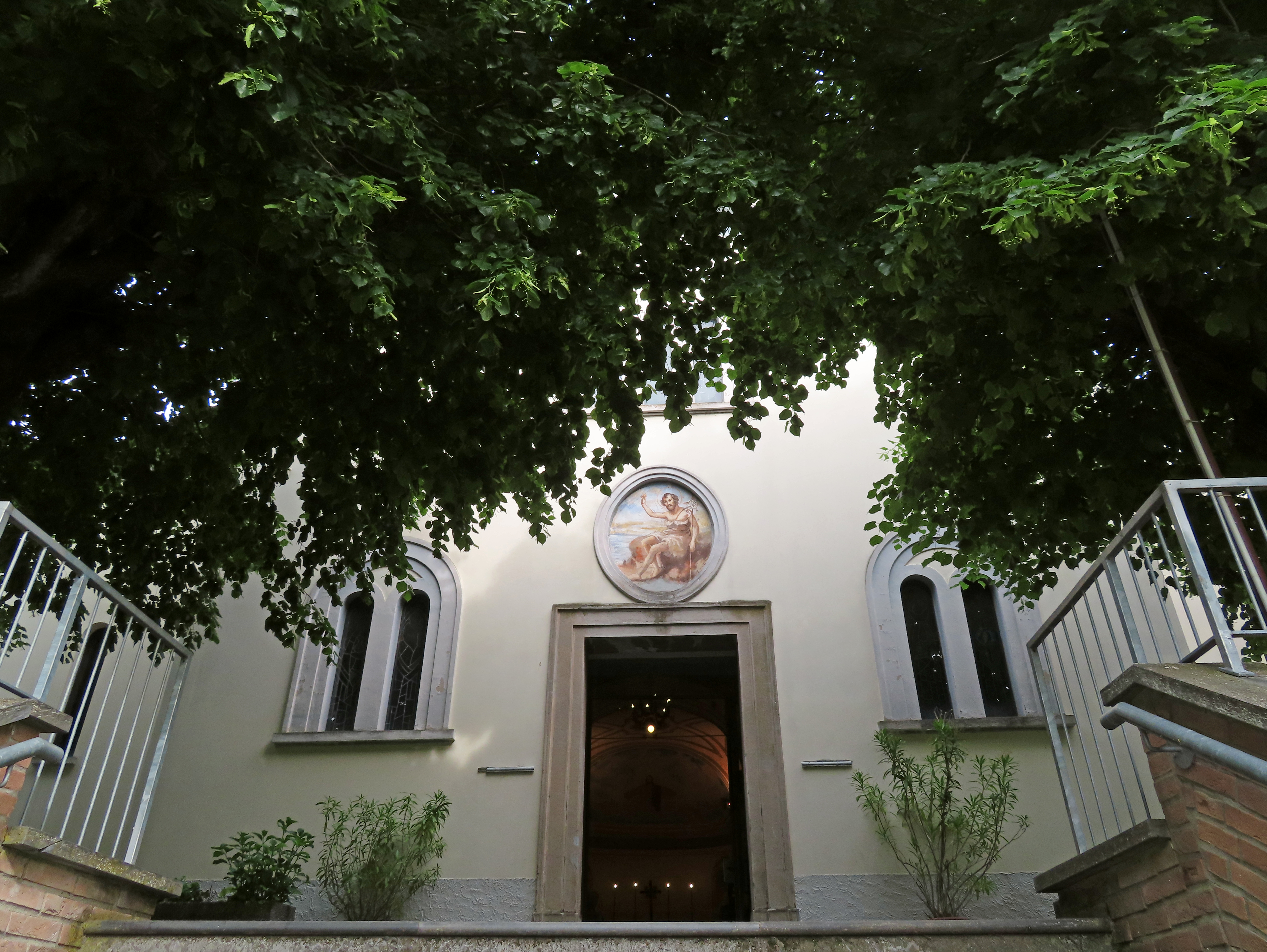
Chiesa di San Giovanni Battista

Menzionata per la prima volta nel 1187, verso la metà del XIV secolo l'antica chiesa in rovina fu demolita e completamente ricostruita; profondamente ristrutturata in stile barocco nella seconda metà del XVIII secolo, fu pesantemente danneggiata dai bombardamenti alleati nel 1944 e parzialmente riedificata nel 1948; il luogo di culto, affiancato da due cappelle per lato, è internamente ornato con paraste doriche, archi decorati e affreschi.

### Castello
Edificato nella seconda metà del XIII secolo dai Pallavicino di Ravarano, il castello fu demolito nel 1295 e successivamente ricostruito dai Da Cornazzano, che lo alienarono nel 1356 ai Rossi; occupato nel 1408 da Ottobuono de' Terzi, fu in seguito restituito ai Rossi, che lo persero nuovamente nel 1428 in favore dei Pallavicino; espugnato nel 1441 da Niccolò Piccinino, che lo cedette ai Da Cornazzano, fu riconquistato nel 1449 da Pier Maria II Rossi e infine nel 1482 da Gian Francesco Pallavicino di Varano de' Melegari; completamente abbandonato e degradato, agli inizi del XIX secolo ne risultavano visibili solo le fondamenta, riscoperte agli inizi del XXI secolo.

### Terme di Sant'Andrea

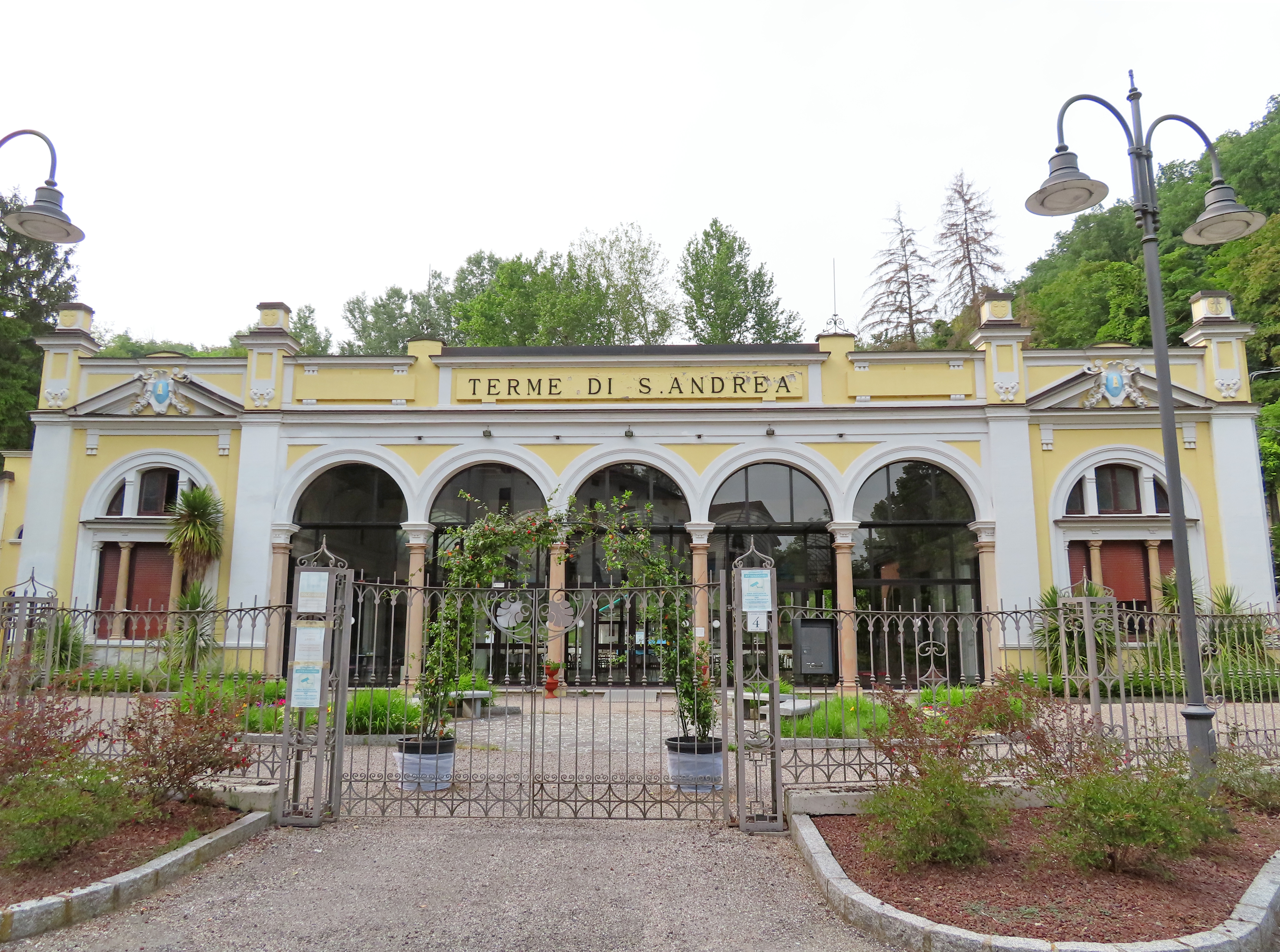
Palazzina liberty delle terme

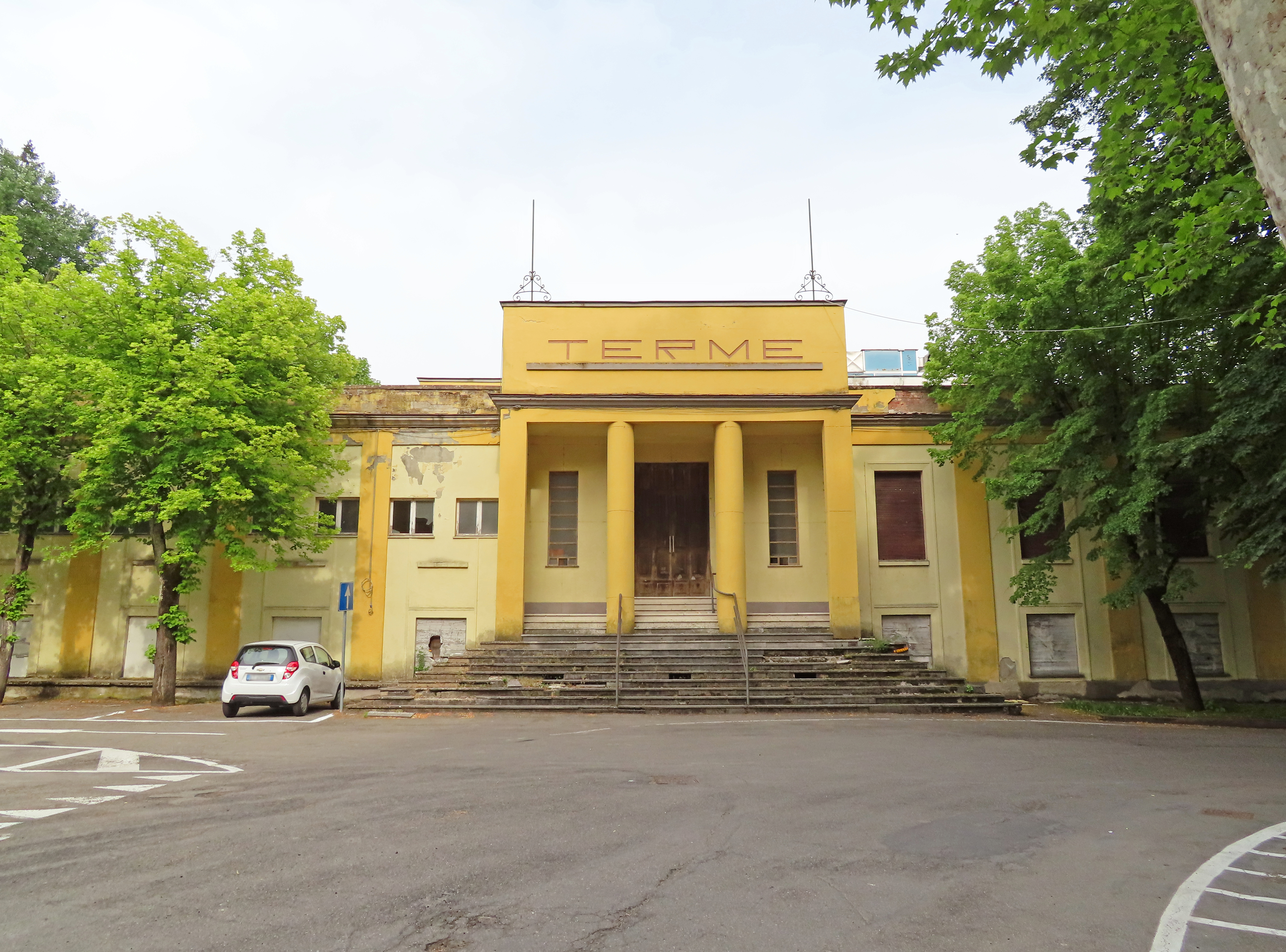
Palazzina razionalista delle terme

Edificata in stile liberty ai margini del bosco, l'elegante palazzina delle terme, circondata da un piccolo parco, contiene al suo interno un grande salone decorato e un ambiente destinato alla mescita delle acque e all'intrattenimento come sala da ballo liscio. Non lontano sorge il moderno Poliambulatorio Medicalthermae, che si affianca allo stabilimento storico per i trattamenti curativi.

### Passeggiata delle Fonti
Sviluppata a partire dalla palazzina termale, la passeggiata delle Fonti si snoda per circa 1,5 km nel bosco lungo la stretta valle del rio Fabbro, che oltrepassa su alcuni ponticelli; affiancato da alcune panchine, il percorso ghiaiato raggiunge i vari pozzi da cui si estraggono le acque curative, convogliate attraverso condotte sotterranee allo stabilimento di Sant'Andrea.

## Economia
L'economia di Sant'Andrea Bagni gravita prevalentemente attorno allo sfruttamento delle fonti termali, che si distinguono per la presenza, in un unico bacino, di otto tipologie di acque con proprietà differenti, in base alle loro caratteristiche ferruginose, arsenicali, salsoiodiche e solforose.